# The Sims: Beestenboel
The Sims: Beestenboel (The Sims: Unleashed in Engelstalige landen) is het vijfde uitbreidingspakket van het simulatiespel The Sims.

## Gameplay
Beestenboel geeft de Sims de mogelijkheid om een of meerdere huisdieren te kopen en vergroot ook het aantal huizen dat in een buurt staat.

### Historisch Stadshart
Het Historisch Stadshart is de aanpassing van de eerder bestaande buurten uit het basisspel. De buurten worden hiermee uitgebreid van de oorspronkelijke 10 kavels naar 40 kavels.
Voor het eerst is er ook de mogelijkheid een kavel te veranderen van een woonfunctie naar een openbare functie en omgekeerd. De openbare functie kan onder andere gebruikt worden voor parken, cafés en dierenwinkels. Sims kunnen naar openbare kavels in de buurt gaan door een soort ophaalbusje op te bellen.